# Maybe (песня Chantels)
| Оценки критиков | Оценки критиков |
| Источник        | Оценка          |
| --------------- | --------------- |
| AllMusic        | Без оценки      |

«Maybe» — песня американской гёрл-группы Chantels. Группа записала её 16 октября 1957 года и выпустила как сингл в том же декабре. В США песня поднялась на 15 место чарта Billboard Top 100 (тeперь Hot 100) и на 2 место в ритм-н-блюзовом чарте того же журнала «Билборд».
В 2004 году журнал Rolling Stone поместил песню «Maybe» в исполнении группы The Chantels на 195 место своего списка «500 величайших песен всех времён». В списке 2011 года песня находится на 199 месте.
Кроме того, песня входит в список 500 Songs That Shaped Rock and Roll по версии Зала славы рок-н-ролла.
Дейв Томпсон в своей рецензии на сайте AllMusic называет эту песню «пожалуй, первым настоящим проблеском гёрл-группного звучания».